# Клочкова, Валентина Алексеевна
Валенти́на Алексе́евна Клочко́ва (17 августа 1924 — после 2010) — советский хозяйственный, государственный и политический деятель.

## Биография
Родилась в 1924 году в деревне Сорочино. Член КПСС с 1951 года.
Участница Великой Отечественной войны, боец партизанского отряда им. Фрунзе, бригады им. Чапаева. С 1944 года — на хозяйственной, общественной и политической работе. В 1944—1980 гг. — старшая пионервожатая, председатель исполкома сельсовета, заместитель председателя, председатель Чашникского райисполкома, председатель Поставского райисполкома, первый секретарь Поставского райкома партии, первый заместитель председателя Белкоопсоюза, заместитель Председателя Президиума Верховного Совета Белорусской ССР.
Избиралась депутатом Верховного Совета Белорусской ССР, Верховного Совета СССР 9-го созыва.
Умерла после 2010 года.